# Pınarlar, Tavas
Pınarlar là một thị trấn thuộc huyện Tavas, tỉnh Denizli, Thổ Nhĩ Kỳ. Dân số thời điểm năm 2010 là 1.676 người.